# Clytus arietis
Clytus arietis је врста инсекта из реда тврдокрилаца (Coleoptera) и породице стрижибуба (Cerambycidae). Сврстана је у потпородицу Cerambycinae.

## Распрострањеност
Врста је распрострањена на подручју Европе, Русије, Кавказа, Мале Азије и Ирана. Једна је од најчешћих врста стрижибуба које се срећу на цветовима на подручју Европе. У Србији је честа врста.

## Опис
Глава је црна, пронотум црн са жутим предњим и задњим ивицама. Покрилца су црна са жутим попречним штрафтама. Ноге су жућкастобраон боје. Антене су кратке и од осмог антеналног чланка дужина чланка је мања од две ширине. Дужина тела од 6 до 15 mm.

## Биологија
Животни циклус траје две године, ларве се развијају у мртвим стаблима и гранама листопадног дрвећа. Адулти су активни од маја до августа, а срећу се на самој биљци домаћину и на цвећу. Као домаћини јављају се различите врсте листопадног дрвећа (топола, бреза, јавор, врба, липа, итд.) али повремено се могу јавити и четинари као домаћини 

## Статус заштите
Врста се налази на Европској црвеној листи сапроксилних тврдокрилаца.

## Синоними
- Leptura arietis Linnaeus, 1758
- Callidium arietis (Linnaeus, 1758)
- Cerambyx arietis (Linnaeus, 1758)
- Sphegesthes arietis (Linnaeus, 1758)
- Cerambyx dasypus Voet, 1778